# غوردون براون (لاعب كرة قدم مواليد 1933)
غوردون براون (بالإنجليزية: Gordon Brown)‏ هو لاعب كرة قدم بريطاني في مركز جناح ‏، ولد في 6 يونيو 1933 في Eastham, Worcestershire ‏ في المملكة المتحدة، وتوفي في أغسطس 2005 في تشستر في المملكة المتحدة. لعب مع ديربي كاونتي وسكونثورب يونايتد ونادي بارو ونادي ساوثبورت ونادي ساوثهامبتون ونادي موركامب ووولفرهامبتون واندررز.